# Історія Далмації
Історія Далмації — є історією східного узбережжя Адріатичного моря, яка простежується з II століття до н.е. по теперішній час. Вперше Далмація з'являється як провінція Римської Імперії. У IV столітті територія Далмації починає заселятися готами, а з VI століття — слов'янами. У VII столітті північною частиною Далмації правили хорвати, південної — серби. Прибережна частина Далмації час від часу завойовувалася венеційями, а в XIV столітті тут сформувалася Рагузька республіка. Тривалі війни з турками привели до того, що після Великої Турецької війни Османська імперія поступилася Венеції частиною далматинських міст. У 1797 році Венеційська республіка припинила своє існування і Далмація увійшла до складу Італійського королівства, а в 1815 році була передана Австрії. У 1918 році Далмація увійшла до Держави словенців, хорватів і сербів, потім — до Югославії. Після другої світової війни Далмація увійшла до складу соціалістичної республіки Югославія, де стала частиною республіки Хорватія.

## Античність

Далмація на адміністративній мапі Римської імперії

Далмація вперше згадується в працях римських письменників. Римська імперія почала завоювання Іллірії в 168 році до н. е., сформувавши на її місці римську провінцію Іллірикум. У 156 році до н.е. римляни зробили перший похід на далматів і змусили їх платити данину. У 9 році Тиберій придушив Велике іллірійське повстання, після чого, в 10 році Іллірикум був розділений на Паннонію і Далмацію. Територія провінції Далмація займала все Динарське нагір'я та все Адріатичне узбережжя. Його столицею було місто Салона. Імператор Доміціан прославив провінцію тим, що побудував свій палац неподалік від Салони, в Спалатуме (сучасне місто Спліт). Іншими далмацькими містами в ту епоху були: Tarsatica, Senia, Vegium, Aenona, Iader, Scardona, Tragurium, Aequum, Oneum, Issa, Pharus, Bona, Corcyra Nigra, Narona, Epidaurus, Rhizinium, Acruvium, Olcinium, Scodra, Epidamnus/Dyrrachium.
Після розділу Римської імперії на дві частини, Далмація залишилася в складі Західної Римської імперії. Від римлян залишилися ряд фортець і палаців, а також адміністративне самоврядування, надане цьому краю. Після падіння імперії в 476 році Далмація потрапила під владу готських королів Одоакра і Теодоріха. Готська присутність тривала з 476 по 535 рік, коли імператор Юстиніан приєднав Далмацію до Візантії.

## Середньовіччя
Після приєднання Далмації Візантія організовує населені пункти в фему — військово-адміністративну одиницю. Центром феми Далматія (грец. Θέμα Δαλματίας) було місто Задар. У той час узбережжя знов «оживає», міста стають центром культури і освіти. Однак основну частину колишньої Далмації контролювали саме слов'яни — серби і хорвати. Вони створюють перші далмацькі князівства і в Далмації починають розвиватися торгівля і дипломатія. Прибережні міста стали центрами поширення християнства, яке приймали племена, що живуть далеко від узбережжя.
У 1-й половині X століття значну частину Далмації приєднує до своїх володінь хорватський король Томіслав. Однак досить скоро — на початку XI століття міста на островах і деякі на узбережжі захоплює Венеційська республіка. І з тих пір, з невеликими перервами, вони залишаться у складі Республіки до 1797 року. Венеція скористалася і династичними чварами в Угорщині, яка до того часу на основі унії приєднала Хорватію. Таким чином, Далмація була поділена між Угорщиною, боснійським королівством, Сербією і Венецією. З великих міст на узбережжі самостійність змогло зберегти тільки місто Рагуза (сучасний Дубровник), яке підтримував тісні торговельні зв'язки з сербськими містами. Не змогла Венеція перешкодити і його контактам з іншими державами.

## Рання сучасна історія
У XV–XVI століттях частину Далмації займає Османська імперія. Вона поглинає Сербію, Боснійське королівство, Угорщину та воює з Венецією. Походи турецьких військ змушували багатьох сербів залишати свої будинки та йти в ту частину Далмації, яка раніше належала Угорщині. Сербські переселенці збільшували число сербів у цьому регіоні, де вони ставали граничарами — солдатами, які обороняли ці землі від турків, а за військову службу звільнялися від податків або ускоками, які атакували турків на морі. Паралельно з цим Далмацію покидало хорватське населення, яке осідало на островах або йшло в Угорщину. В результаті декількох війн XVI–XVIII століть в 1718 році турки й венеційці затверджують так звану «Лінію Моценіго», яка стала новим кордоном Далмації до 1918 року. Разом з цим до краю триває приплив сербського населення.

## XIX століття

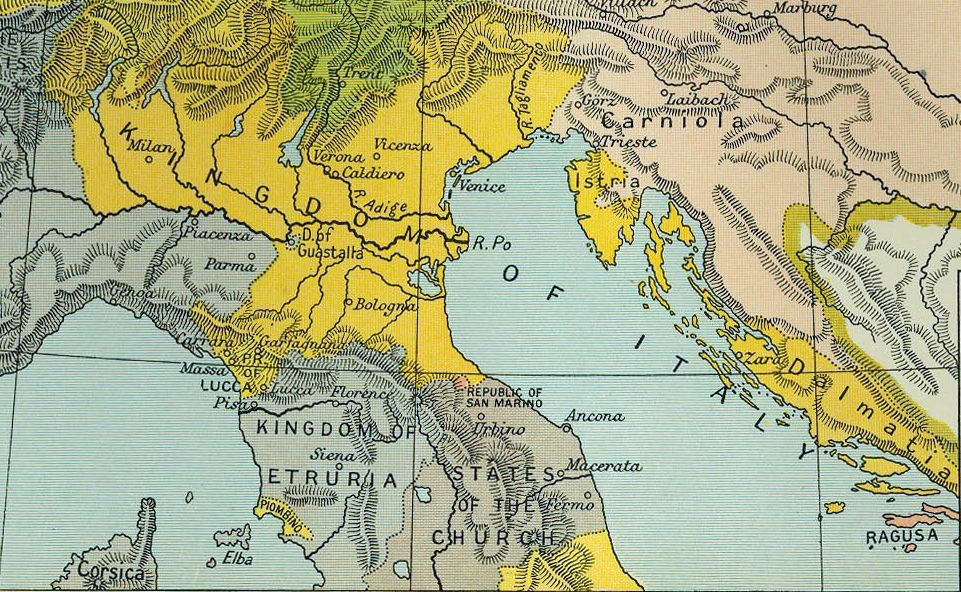
Наполеонівська Італія (1806–1810), до складу якої входила Далмація

Після Війни шостої коаліції та Віденського конгресу 1815 року Далмацію передали Австрійській імперії. На її території було сформовано Далмацьке королівство і тимчасово Іллірійське королівство. Останнє було ліквідовано в 1822 році та перетворено в адміністративну одиницю.
Після революції 1848 року в Далмації формується дві політичні течії: юніоністи, орієнтовані на Хорватію (Народна Партія і Партія Права) і автономісти, орієнтовані на Італію (Партія автономістів).

## XX століття
Після Першої світової війни цей регіон входить до складу Королівства Сербів, Хорватів і Словенців, пізніше перейменованого в Югославію. Ряд територій були передані іншим адміністративно-територіальним одиницям в рамках Королівства. У підсумку, Далмація була оформлена в Приморську область з центром в Спліті. У такому вигляді в 1941 році вона увійшла до складу Незалежної Держави Хорватія, яка була створена за рішенням Гітлера і Муссоліні на окупованих територіях Югославії. Хорватські усташі влаштували геноцид сербів, євреїв і циган на всіх підконтрольних їм територіях. Він сильно змінив етнічну структуру населення і в багатьох населених пунктах серби, які раніше складали більшість населення, стали меншиною. Євреї ж в Хорватії були знищені практично повністю. Терор усташів не оминув і Далмацію. Досить швидко в ситуацію в Далмації втрутилися італійські війська, які в ряді випадків змогли захистити сербів і євреїв від знищення. В результаті дій усташів у краї зародився потужний партизанський рух. Першими на боротьбу піднялися офіцери королівської армії, що продовжили традиції сербських четників. У Далмації діяла знаменита Динарська дивізія Момчіло Джуїча. Після червня 1941 року за зброю взялися і партизани-комуністи. В 1945 році звільнена Далмація увійшла до складу Соціалістичної Республіки Хорватії в рамках нової Югославії (СФРЮ). З цього часу в історії Далмації почалася нова сторінка. Вона розвивалася прискореними темпами, процвітали туризм і промисловість. Проте більшою мірою це було характерно для прибережних районів. Розвиток територій біля кордону з Боснією був не таким вражаючим.
В 1990 році до влади в Хорватії приходить націоналістична партія Хорватська демократична співдружність на чолі з Франьо Туджманом. Їх курс на відокремлення від Югославії та політика по відношенню до сербського населення республіки викликає у сербів бажання вдатися до бойових дій. Хорватські поліцейські та паравійськові формування спочатку проводять ряд операцій проти сербів, а потім блокують казарми Югославської Народної Армії і починають широкомасштабні військові дії. Це сталося і в Далмації. Перші зіткнення відзначені влітку 1990 року, коли у відповідь на націоналістичні дії хорватської влади країнські серби проводять референдум про автономію. В 1991 році бої в Далмації йдуть поблизу Шибеника, Задара, Книну, Дубровника і т. д. Серби змогли створити досить консолідовану територію, яка під ім'ям Північної Далмації увійшла до складу Сербської Країни. Після підписання Сараєвського перемир'я в січні 1992 року в Далмації тривали бої. Крім локальних сутичок йшли бої навколо Дубровника, де хорватські війська вели операції по деблокаді міста. Також хорватами були зроблені наступальні операції на плато Мілєвці і в районі Месленіци. Місто Книн стало столицею РСК. В 1995 році хорватська армія провела операцію «Буря», результатом якої стало знищення РСК і масова втеча сербського населення з Хорватії, в тому числі і з Далмації.
Після закінчення війни Далмація знову стала туристичним центром Хорватії.